# Peregrine Mission One
Peregrine Mission One – komercyjna misja księżycowa, która została wysłana na Księżyc w ramach programu Commercial Lunar Payload, gdzie NASA w konkursie wybiera podmioty, które wykonają usługę dostarczenia na powierzchnię Księżyca ładunków naukowych i technologicznych.

## Przebieg misji
8 stycznia 2024 r. rakieta Vulcan Centaur w debiutanckim locie wystrzeliła z przylądka Caneveral w kierunku Księżyca pierwszy prywatny amerykański lądownik księżycowy Peregrine firmy Astrobotic. Rakieta wyniosła lądownik na wstępną orbitę okołoziemską, a potem wykonała manewr kierujący statek na docelową trajektorię lotu do Księżyca. Peregrine został prawidłowo wypuszczony przez górny stopień Centaur V. Krótko potem pojawiły się poważne problemy. Doszło do awarii systemu napędowego, która spowodowała tracenie paliwa. Niestety utrata paliwa przez sondę wykluczyła możliwość wykonania misji lądowania na Księżycu.
Kontrolowane wejście w atmosferę Ziemi miało miejsce 18 stycznia o godzinie  20:59 (UTC), statek spłonął w atmosferze.

## Konstrukcja

### Lądownik
Lądownik jest w stanie przenieść na powierzchnię Księżyca do 90 kg ładunków. W misji Peregrine-1 leci 20 ładunków naukowych.
Z uwagi na komercyjny lot, na lądowniku znajdują się też 13 różnych kapsuł czasu zawierających pamiątkowe tabliczki, zbiory zdjęć w formie cyfrowej czy nawet cyfrowy portfel zawierający kryptowaluty. Kapsuły dostarczyły do lądownika rozmaite firmy i organizacje z USA, Niemiec, Kanady, Wielkiej Brytanii, Argentyny, Węgier, Japonii i Seszeli.